# Déclaration d'indépendance finlandaise

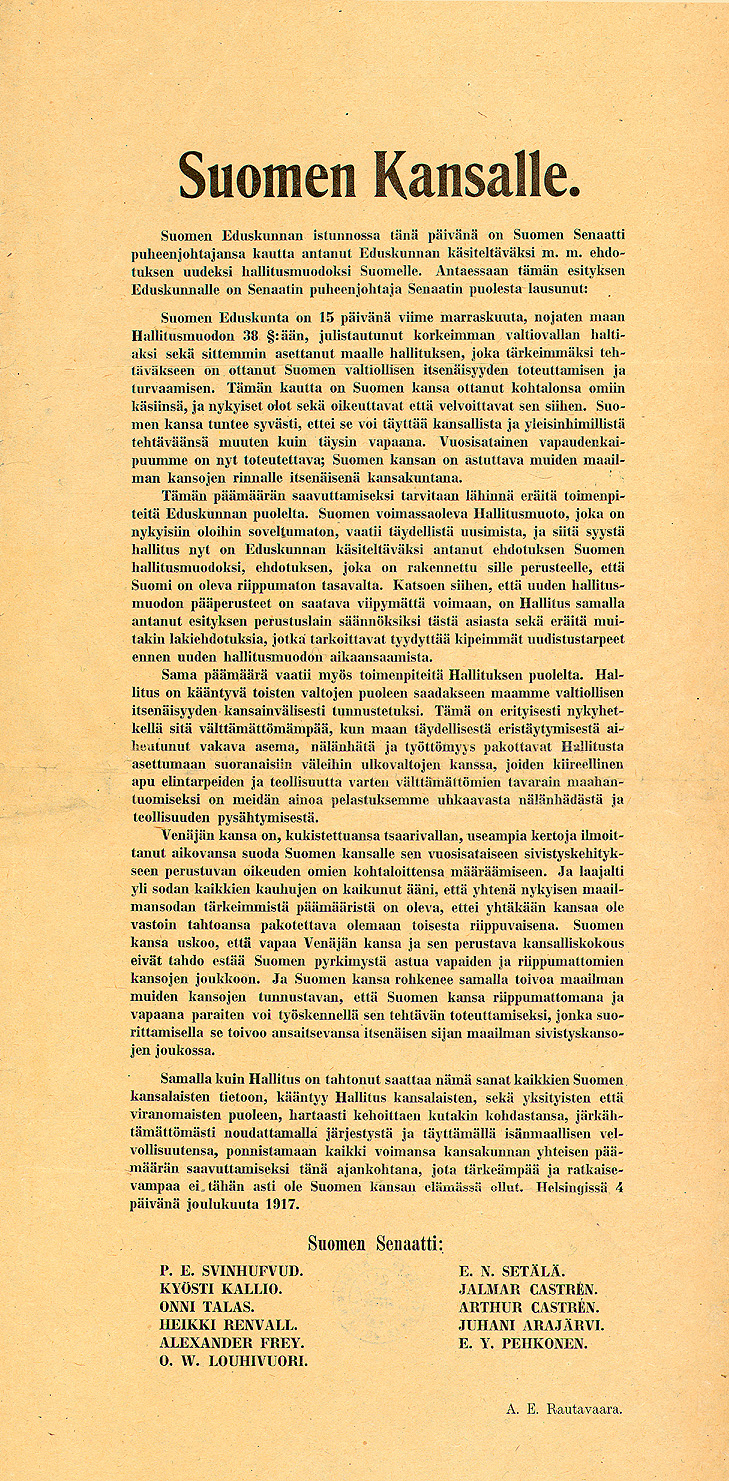
Déclaration d'indépendance de la Finlande

La déclaration d'indépendance finlandaise fut adoptée par le Parlement de Finlande le 6 décembre 1917.
Rédigée par Pehr Evind Svinhufvud, elle intervient peu après la révolution d'Octobre qui porte le parti bolchevik au pouvoir en Russie. Elle déclare la Finlande souveraine et indépendante de la Russie. Ainsi elle rompt avec les obligations liées à son statut de grand-duché de Finlande.

## La déclaration
« Le peuple de Finlande a, par cet acte, pris son destin entre ses mains ; un acte à la fois justifié et exigé par les présentes circonstances. Le peuple de Finlande ressent profondément qu'il ne peut remplir son devoir national et international sans une souveraineté totale. Le désir séculaire de liberté demande aujourd'hui à être comblé ; le peuple de Finlande s'avance comme une nation libre parmi les autres nations du monde.

(...) Le peuple de Finlande ose attendre, avec confiance, que les autres nations du monde reconnaissent, qu'en possession de sa totale indépendance et liberté, le peuple de Finlande fera de son mieux pour atteindre son objectif qui est de se gagner une place au sein des peuples civilisés. »

## Pays ayant reconnu l'indépendance de la Finlande à la fin des années 1910
|                                                                         |  |  |
| Image de la Déclaration (en finnois) avec les signatures des sénateurs. |  |  |

| Pays              | Date             |
| ----------------- | ---------------- |
| RSFS de Russie    | 4 janvier 1918   |
| France            | 4 janvier 1918   |
| Suède             | 4 janvier 1918   |
| Empire allemand   | 4 janvier 1918   |
| Royaume de Grèce  | 5 janvier 1918   |
| Norvège           | 10 janvier 1918  |
| Danemark          | 10 janvier 1918  |
| Suisse            | 11 janvier 1918  |
| Autriche-Hongrie  | 13 janvier 1918  |
| Pays-Bas          | 28 janvier 1918  |
| Royaume d'Espagne | 21 février 1918  |
| Empire ottoman    | 21 février 1918  |
| Bulgarie          | 27 février 1918  |
| Argentine         | 11 mai 1918      |
| Perse             | 23 juillet 1918  |
| Siam              | 9 octobre 1918   |
| Pologne           | 8 mars 1919      |
| Royaume-Uni       | 6 mai 1919       |
| États-Unis        | 7 mai 1919       |
| Empire du Japon   | 23 mai 1919      |
| Belgique          | 10 juin 1919     |
| Chili             | 17 juin 1919     |
| Pérou             | 23 juin 1919     |
| Royaume d'Italie  | 27 juin 1919     |
| Uruguay           | 18 août 1919     |
| Liechtenstein     | 27 octobre 1919  |
| Portugal          | 19 décembre 1919 |
| Brésil            | 26 décembre 1919 |
| Colombie          | 31 décembre 1919 |